# Тавта
Тавта — река в России, протекает по Кичменгско-Городецкому району Вологодской области. Устье реки находится в 51 км от устья Кичменьги по левому берегу. Длина реки составляет 20 км.
Исток реки находится на Северных Увалах в южной части болота Тавтинское в 14 км к северо-востоку от деревни Тафтинский Наволок. Генеральное направление течения — юго-запад. Верхнее и среднее течение проходит по ненаселённому холмистому лесному массиву. Притоки — Малая Тафта, Долговка (левые). В нижнем течении протекает деревню Тафтинский Наволок, в черте которой впадает в Кичменьгу.

## Данные водного реестра
По данным государственного водного реестра России и геоинформационной системы водохозяйственного районирования территории РФ, подготовленной Федеральным агентством водных ресурсов:
- Бассейновый округ — Двинско-Печорский;
- Речной бассейн — Северная Двина;
- Речной подбассейн — Малая Северная Двина;
- Водохозяйственный участок — Юг;
- Код водного объекта — 03020100212103000010866.